# برداوان (روستا)
برداوان یک منطقهٔ مسکونی در ارمنستان است که در استان تاووش واقع شده‌است. برداوان ۳٬۴۲۱ نفر جمعیت دارد.